# Nezha (prénom)
 (octobre 2012).
 (novembre 2016).
Si vous disposez d'ouvrages ou d'articles de référence ou si vous connaissez des sites web de qualité traitant du thème abordé ici, merci de compléter l'article en donnant les références utiles à sa vérifiabilité et en les liant à la section « Notes et références ».
Nezha (نزهة) est un prénom féminin d'origine arabe, berbère et chinoise. Il existe plusieurs variantes pour la transcription latine : Neza, Naziha, Nazeeha, Neziha, Nouzha, Nazha, Nezihat, Nuzhat, Nuzhah, etc. Ce prénom vient des mots نزه et نزاهة, qui veulent dire honnêteté, vertu, droiture et intégrité. Ils peuvent également signifier innocence, chasteté et pureté. Quand il est prononcé Nouzha, Nuzha ou Nozha, il signifie promenade dans un jardin ou tout autre endroit où il y a de la verdure.

## Personnalités
- Nezha Alaoui (1982-), est une entrepreneure, innovatrice sociale, philanthrope marocaine.
- Nezha Bidouane est une athlète marocaine.
- Nezha Chekrouni (1955-), est une ministre marocaine.
- Nezha Maamri (1964-), est chercheur universitaire.